# Pardelluchs
Der Pardelluchs (Lynx pardinus), auch Iberischer Luchs genannt, ist ein äußerst seltener Luchs mit Habitaten in Spanien und Portugal. Lange als Unterart des im nördlichen Eurasien vertretenen Eurasischen Luchses geltend, wurde sein stammesgeschichtlicher Ursprung zwischenzeitlich allerdings in Europas Südwesten verortet und der Pardelluchs somit als eigenständige Art erfasst.
Seine Spezialisierung auf die Jagd nach Wildkaninchen (Oryctolagus cuniculus) in mediterranen Buschwäldern, deren Population nach einem Myxomatose-Ausbruch in den 1950er-Jahren kollabierte, resultierte zwischenzeitlich in einem zunehmend fragmentierten Verbreitungsgebiet des Pardelluchses bis hin zum Status als eine der am stärksten vom Aussterben bedrohten Katzenarten. Portugal und Spanien reagierten zur Jahrtausendwende mit einem Erhaltungszuchtprogramm, woraufhin sich die Population innerhalb von etwa 25 Jahren ca. verzwanzigfachte und der Status auf „gefährdet“ abgeschwächt wurde.

## Name
Hinter dem Namensteil Pardel verbirgt sich ein historischer Begriff für den Leoparden, in Anspielung auf die im Vergleich zum Eurasischen Luchs kräftiger ausfallende, an die Großkatze erinnernde Fellzeichnung des Pardelluchses. Wie die letzte Silbe des Leoparden oder Geparden geht der Name Pardel auf das griechische Wort pàrdos zurück, seinerseits basierend auf der persischen Bezeichnung für die Parsis (Fars).

## Merkmale

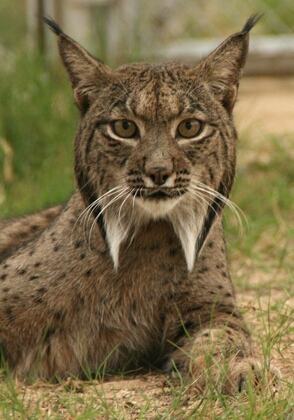
Pardelluchs, Coto de Doñana

Pardelluchse sehen dem Eurasischen Luchs sehr ähnlich. Wie dieser sind sie hochbeinig. Sie haben einen runden, katzentypischen Schädel und einen ausgeprägten Backenbart, der mit seinen fünf bis acht Zentimetern Länge ausgeprägter als beim Eurasischen Luchs ist. Pardelluchse haben den für Luchse charakteristischen Stummelschwanz. Welchen Vorteil Luchse aus der Entwicklung dieses kurzen und für Katzen nicht charakteristischen Schwanzes gezogen haben, ist bis heute ungeklärt. An den Enden der kleinen, dreieckigen Ohren finden sich drei Zentimeter lange Pinselhaare. Sie sind wie beim Eurasischen Luchs für die Hörfähigkeit dieser Luchse von Bedeutung. Beim Pardelluchs ließ sich anhand von Experimenten zeigen, dass der Verlust der Pinsel die Hör- und Ortungsfähigkeit einschränkt.
Pardelluchse sind wesentlich kleiner als die weiter im Norden verbreiteten Eurasischen Luchse. Mit einem Körpergewicht zwischen 9 und 15 Kilogramm wiegen sie weniger als zwei Drittel eines Eurasischen Luchses. Ihre Größe beträgt 85 bis 110 Zentimeter. Das Fell ist meistens deutlicher und stärker gefleckt als das des nördlichen Verwandten. Es werden dabei zwei Farbvarianten unterschieden. Der sogenannte Großfleckentyp weist auf seinem Fell etwa 12 Flecken mit einem durchschnittlichen Durchmesser von zwei Zentimetern auf. Häufiger ist jedoch der sogenannte Kleinfleckentypus, dessen Flecken nur einen Durchmesser von etwa einem Zentimeter haben. Das Fell ist insgesamt weniger dicht als beim Eurasischen Luchs. Die Grundfarbe des Fells ist ein rötliches Gelb. Bei dem Kleinfleckentyp entsteht durch die feine Tüpfelung der Eindruck, dass das Fell deutlich dunkler als beim Eurasischen Luchs sei.

## Verbreitungsgebiet
Die ursprüngliche Verbreitung erstreckte sich wohl über das ganze Gebiet des heutigen Spanien und Portugals, ältere Autoren sprechen noch von Vorkommen auf Sardinien und in Griechenland oder Westasien. Sie rechneten gelegentlich auch Luchsvorkommen in den Karpaten zu dieser Art. Ein Fund eines bronzezeitlichen Luchsskelettes in Südfrankreich ist zwar dieser Art zugerechnet worden, dies geschah aber allein wegen der geringen Körpergröße des Tieres. Es ist aber fraglich, ob das Verbreitungsgebiet dieser Luchsart über die Iberische Halbinsel jemals hinausging. Die für Jungtiere spezifischen Bissspuren an Kaninchen gestatten die Zuweisung entsprechender Knochen zum Pardelluchs, dessen Junge in Höhlen mit diesen Beutetieren versorgt wurden.
Die beiden größten Vorkommen leben in Andalusien im Nationalpark Coto de Doñana und in der Sierra de Andújar in der Provinz Jaén (insgesamt 200 bis 250 Tiere); bestätigt werden konnte im Oktober 2007 ein weiteres Vorkommen in Kastilien-La Mancha, einem sehr dünn mit Menschen besiedelten Gebiet, mit 15 Tieren.
In Portugal entstand im Jahr 1999 eine Aufzuchtstation im Schutzgebiet Serra da Malcata. Ab 2019 hofft man dort Auswilderungen vornehmen zu können. Noch 1994 existierten isolierte Bestände von jeweils mindestens zehn Tieren in der Serra da Malcata, der Serra de São Mamede und im Guadiana-Tal, das im Jahr 1995 unter Schutz gestellt wurde (Parque Natural do Vale do Guadiana), insgesamt schätzte man die Bestände auf 40 bis 50 Luchse. Im Jahr 2005 galt der Pardelluchs dennoch in allen drei Gebieten als fast ausgestorben; ein möglicher Bestand dürfte durch den Bau des Odelouca-Staudamms verschwunden sein (2009 fertiggestellt), ein weiteres Habitat wurde durch den Alqueva-Damm zerstört (2002 fertiggestellt).

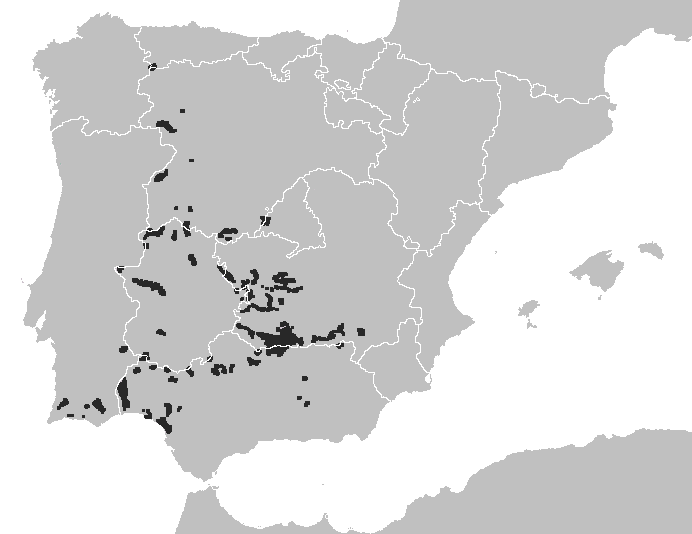
Älteres Verbreitungsgebiet aus den 1980er Jahren – bereits zu diesem Zeitpunkt war das Verbreitungsgebiet des Pardelluchses disjunkt.
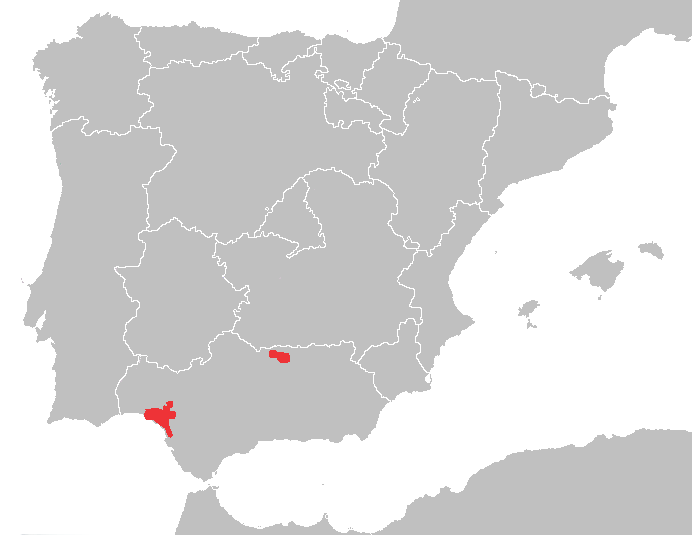
Verbreitungsgebiet des Pardelluchses 2003
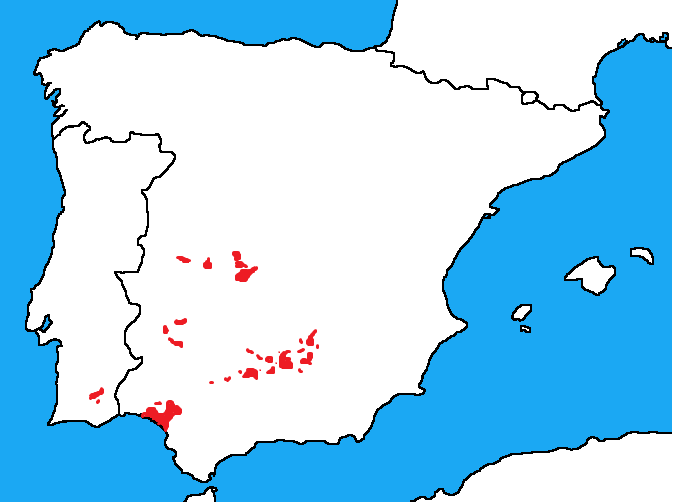
Verbreitungsgebiet des Pardelluchses 2021

## Lebensraum

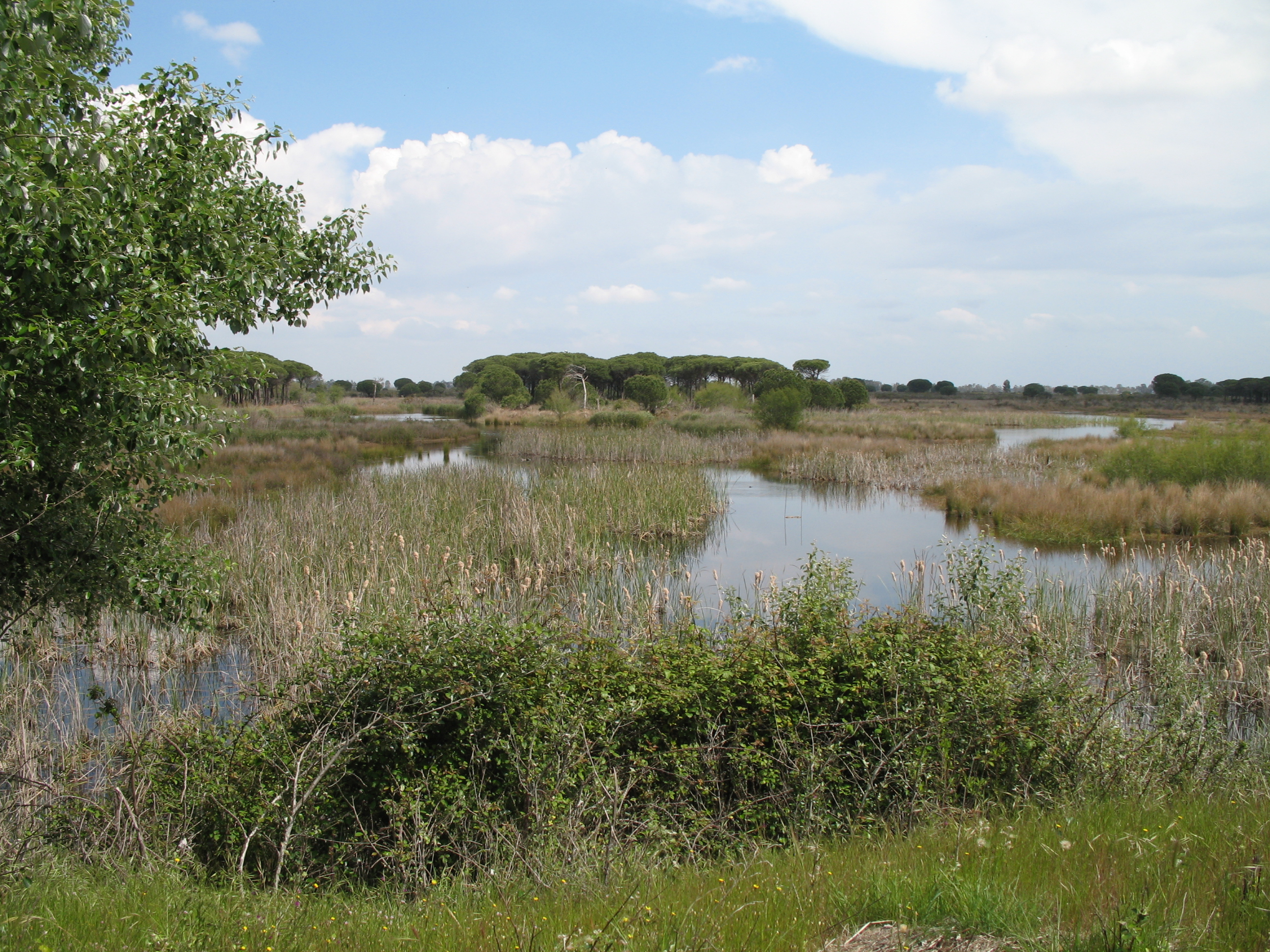
Coto de Doñana, eines der letzten Verbreitungsgebiete des Pardelluchses

Bevorzugtes Habitat des Pardelluchses ist baum- und strauchbestandenes offenes Land. Er präferiert Niederwaldzonen, locker bestandene Pinienhaine mit dichtem Unterwuchs, Zistrosenwälder sowie Korkeichenwälder mit einem dichten Bestand an Zistrosensträuchern. Pardelluchse sind damit viel weniger ausgeprägte Waldtiere als Eurasische Luchse. Die Aufforstung mit Eukalyptusbäumen und Kiefern, die weiträumig auf der Iberischen Halbinsel durchgeführt wurde, hat zu einem Rückgang der Besiedelung durch den Pardelluchs geführt, ebenso wie der Verlust zahlreicher Korkeichenwälder. Dass die meisten Pardelluchse heute im Gebirge leben, liegt an der starken Verfolgung und nicht an einer natürlichen Bevorzugung von Höhenlagen als Habitat.
Verglichen mit dem Eurasischen Luchs sind die einzelnen Reviere sehr viel kleiner. In der Estremadura beträgt das durchschnittliche Revier, das ein Pardelluchs durchstreift, durchschnittlich 300 Hektar. Aber wie beim Eurasischen Luchs sind für die Reviergröße die Dichte des Beutetierbestandes sowie die Anzahl der Deckungsmöglichkeiten ausschlaggebend. Das Revier muss außerdem Wasserstellen aufweisen.

## Beutespektrum
Pardelluchse sind nachtaktive Einzelgänger. Ihre Hauptbeute sind Wildkaninchen, die für den Pardelluchs eine ähnliche Bedeutung haben wie Rehe für die in Mitteleuropa lebenden Eurasischen Luchse. Der Anteil, den Kaninchen an der Gesamtbeute haben, ist abhängig von deren relativer Häufigkeit im Vergleich zu anderen potentiellen Beutetieren. Im spanischen Bergland machen Kaninchen 56 Prozent der geschlagenen Beutetiere aus. Im spanischen Nationalpark Coto de Doñana beträgt ihr Anteil dagegen 79 Prozent. Pardelluchse sind insgesamt so abhängig von den Kaninchenbeständen, dass Schwankungen der Kaninchenpopulationen gravierende Auswirkungen auf den Bestand an Luchsen haben. Die verbreitete Kaninchenseuche Myxomatose könnte somit indirekt auch den Pardelluchs bedrohen. Nach einer Myxomatose-Epidemie in den Jahren 1958 bis 1961 wurden Pardelluchse deshalb weit außerhalb ihrer normalen Verbreitungsgebiete gesehen. Zum Schutz des Luchses hat die spanische Regierung Maßnahmen zur Stabilisierung der auch aus anderen Gründen rückläufigen Kaninchenbestände in Angriff genommen.
Ansonsten ist der Pardelluchs ein eher opportunistischer Jäger, der neben Kaninchen regelmäßig Kleinsäuger wie Mäuse und Feldhasen schlägt. Sofern in seinem Lebensraum auch Enten vorkommen, spielen auch sie eine große Rolle in seiner Ernährung. In der Coto de Doñana machen sie immerhin 9 Prozent der vom Pardelluchs erlegten Wirbeltiere aus. Rothühner und andere diverse Vogelarten werden ebenfalls regelmäßig von ihm bejagt. Für die Jagd auf ausgewachsene und gesunde Rehe, Rot- oder Damhirsche ist er zu klein, er schlägt aber regelmäßig deren Jungtiere. Auch die Frischlinge der Wildschweine gehören auf seine Beuteliste. Ausgewachsene Wildschweine sind dagegen für ihn zu wehrhaft – sie werden auch vom deutlich größeren und schwereren Eurasischen Luchs nur im Ausnahmefall erbeutet. Der tägliche durchschnittliche Nahrungsbedarf liegt bei einem Kilogramm. Das ist etwa die Hälfte von dem des Eurasischen Luchses.

## Jagdverhalten
Wie sein größerer Vetter, der Eurasische Luchs, ist auch der Pardelluchs ein Überraschungs- und Lauerjäger. Anders als etwa der Wolf hetzt er seine Beute nicht über längere Strecken. Seiner bevorzugten Beute, den Kaninchen, lauert er in der Nähe ihrer Baue auf. Verlassen sie ihre Erdhöhle, schleicht er sich bis auf eine Distanz von vier Metern an, um sie dann mit wenigen Sprüngen zu schlagen. Kaninchen werden durch einen Biss ins Genick getötet. Bei den Jungtieren von Rehen, Rot- und Damhirschen verbeißt er sich in die Kehle.
Anders als der Eurasische Luchs zieht der Pardelluchs es vor, seine Beute von dem Platz der Jagd zu verschleppen. Kaninchen beispielsweise trägt er über größere Entfernungen fort, bevor er sich niederlässt und sie bis auf die größten Knochen und Fellreste verzehrt. Große Beutetiere, die er nicht im Maul davontragen kann, schleift er zumindest ein kurzes Stück weit. Ist die Beute zu groß, als dass er sie sofort vollständig verzehren kann, kehrt er mehrfach zu ihr zurück. Nicht verzehrte Teile werden verscharrt.

## Bestand

### Bestandszahlen

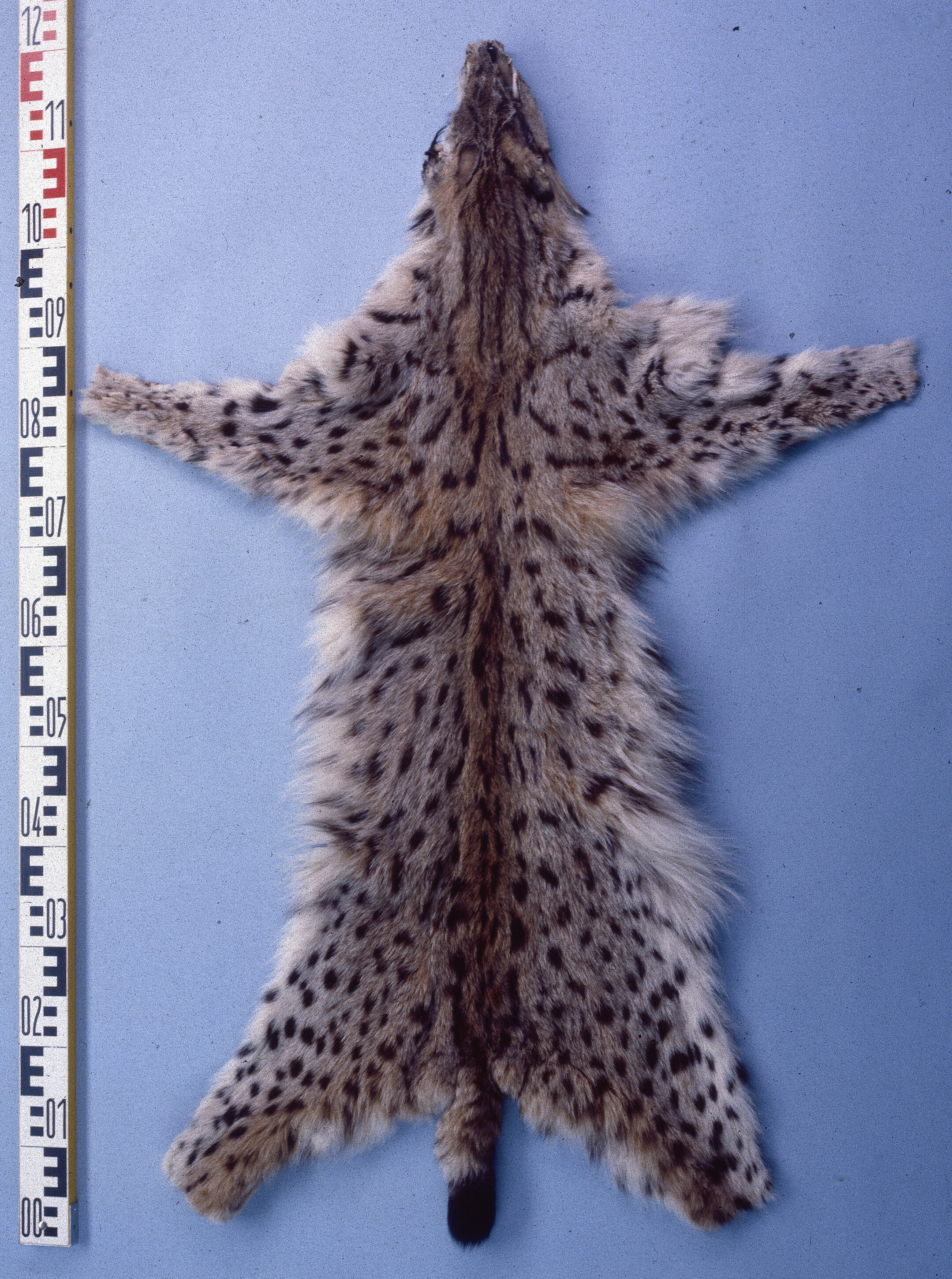
Luchsfell

Der Bestandsrückgang der Pardelluchse ist dramatisch. Vermutlich betrug der Bestand an Pardelluchsen zu Beginn des 20. Jahrhunderts noch 100.000 Individuen über weite Teile Spaniens und Portugals.
Um 1960 war der Bestand auf mutmaßlich 5.000 Tiere zurückgegangen, und das Verbreitungsgebiet war auf einen Bruchteil des Gebietes zu Beginn des 20. Jahrhunderts geschrumpft. Bereits um 1960 waren dabei einzelne Populationen verinselt, was grundsätzlich mit der Gefahr einer Inzuchtdepression verbunden ist. In den 1980er Jahren waren es noch etwa 1000 bis 1200 Exemplare, die auf einer Fläche von etwa 11.000 Quadratkilometer lebten. Im Jahr 2002 gab es nach Angaben von SOS Lynx 150 Pardelluchse und die Zahl fortpflanzungsfähiger Weibchen wurde auf 30 geschätzt. Die IUCN ging hingegen 2002 von einem Bestand von nur 52 ausgewachsenen Tieren aus. Seither erholt sich die Art dank intensiver Schutzbemühungen langsam wieder. 2005 waren es 160 Pardelluchse, deren Verbreitungsgebiet sich über eine Fläche von 585 Quadratkilometern erstreckte. Im Jahr 2007 wurde der Bestand auf 215 bis 265 Exemplare geschätzt. 2008 schätzte der World Wildlife Fund ihre Zahl auf 180. Im Jahr 2009 schätzte SOS Lynx die Zahl der frei lebenden Pardelluchse auf 220. Im Jahr 2021 ging man erstmals wieder von mehr als 1000 Tieren aus. Im Jahr 2024 wurden 2021 Exemplare gezählt.

### Ursachen des Bestandsrückgangs
Mehrere Einflussfaktoren haben den starken Rückgang verursacht. Die Kaninchenbestände, Hauptbeute des Pardelluchses, gingen wegen Erkrankung an Myxomatose und Bejagung stark zurück. Eine weitere Ursache ist Luchsinfektion mit dem Felinen Leukämievirus, die zur tödlich verlaufenden Katzenleukämie führen kann. Gleichzeitig vollzog sich eine veränderte Landnutzung des Menschen; traditionell wurde verbuschtes Land abgebrannt, um kleine landwirtschaftlich genutzte Flächen anzulegen, was wesentlich für die Verbreitung der Kaninchen gesorgt hatte. Wo diese frühere Form der Landnutzung nicht mehr angewandt wird, bildet sich dichtes Buschwerk aus, das den Kaninchen deutlich weniger Lebensraum bietet. Die sich parallel entwickelnde intensivere Landwirtschaft stellt für die Kaninchen keinen geeigneten Lebensraum dar.

### Gefährdung
In der nationalen spanischen und portugiesischen Roten Liste wie auch in der Roten Liste der gefährdeten Tierarten der IUCN war die Art lange als „Critically Endangered“ (vom Aussterben bedroht) ausgewiesen. Nach einer Bestandserholung von 2002 bis 2012 von 52 auf 156 Tiere galt die Art ab 2015 als „Endangered“ (stark gefährdet). Seit dem Jahr 2024 gilt die Tierart als „vulnerable“ (gefährdet).

## Schutzmaßnahmen

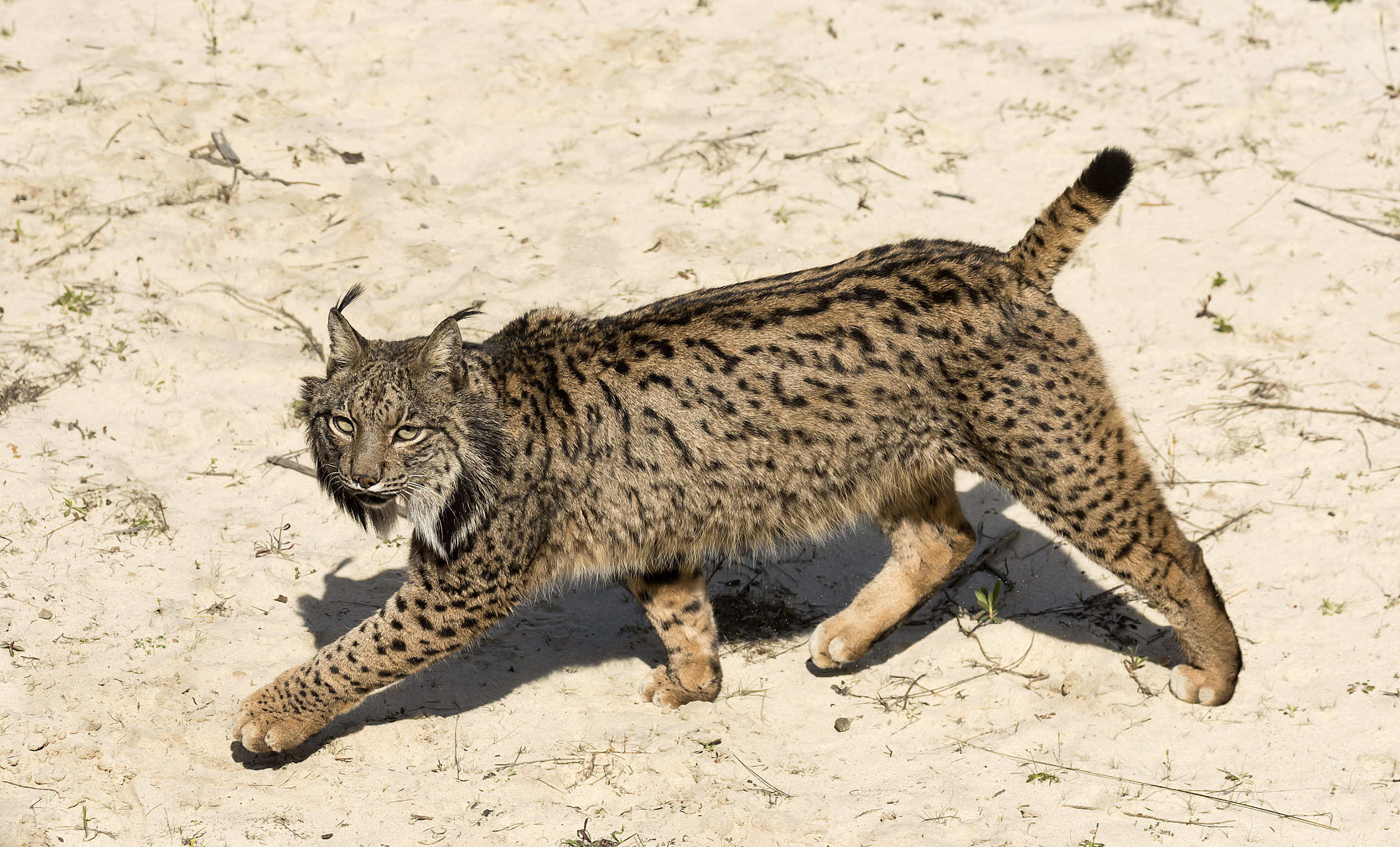
Ausgewilderter Pardelluchs in Andalusien

1973 und 1974 wurde die Jagd auf Pardelluchse in Spanien und Portugal untersagt.
Die nationalen und globalen Gegenmaßnahmen schlagen sich in diversen Schutzprogrammen nieder. Diese sind neben der Roten Liste der Appendix I des Washingtoner Artenschutzübereinkommens zur Verhinderung des Handels mit gefährdeten Arten, kurz CITES (engl. Convention on International Trade in Endangered Species of Wild Fauna and Flora), dem Appendix II der Berner Konvention des Europarats, sowie in deren Umsetzung innerhalb der Europäischen Union mit der Richtlinie 92/43/EWG (Fauna-Flora-Habitat-Richtlinie) in Appendix II und IV.
Ein Teil der regionalen Schutzmaßnahmen fördert eine Landnutzung, die der Ausbreitung von Kaninchen hilft. Die Unterschutzstellung der luchsgeeigneten Lebensräume sichert nicht nur das Überleben des Pardelluchses, sondern auch die anderer gefährdeter Tierarten. So profitiert von den Schutzmaßnahmen zugunsten des Pardelluchses auch der Iberienadler.
Zu den besonderen Erhaltmaßnahmen zählt eine Zusatzfütterung, bei der spezielle Zaunkäfige mit Kaninchen sowie Hasen oder Hühnern bestückt werden. Die Zäune sind so konstruiert, dass der Luchs dort hineingehen und Beutetiere schlagen kann, was vor allem Weibchen mit Nachwuchs begünstigt, die auf ein besonders hohes Futterangebot angewiesen sind.
Eine der größten Gefahren stellt der Straßenausbau dar. Allein im Jahr 2010 wurden entlang der A-494 drei tote Pardelluchse aufgefunden, was bei vielleicht 70 in dem betroffenen Gebiet lebenden Tieren einen hohen Verlust darstellt. Daher sollen an dieser Straße vier weitere Unterführungen gebaut werden, die die Luchse nutzen sollen.
Parallel hat man im Nationalpark Coto de Doñana und der Sierra de Andújar mit einer Erhaltungszucht in Gefangenschaft begonnen, die derzeit 37 Luchse umfasst. Nachdem im März 2005 drei Luchsbabys in der Aufzuchtstation im Coto de Doñana zur Welt kamen (der erste Zuchterfolg des Pardelluchses in menschlicher Obhut), wuchs die Zahl der in Gefangenschaft lebenden Luchse ständig; bei einem Bestand von 60 Tieren sollte mit der Weitergabe von Tieren an andere Aufzuchtstationen und der Auswilderung begonnen werden. Mit einer Zahl von 80 Jungtieren bis Mitte 2010 war das Programm erfolgreicher als erwartet. 2010 hatten auch die sieben im Dezember 2009 ausgewilderten Luchse von Guadalmellato drei Jungtiere.
Mit den andalusischen Tieren begann auch Portugal eine Zucht und Wiederansiedlung.

## Systematik
Der Pardelluchs wird heute innerhalb der Gattung der Luchse als eigenständige Art betrachtet. Früher wurde er mit dem Kanadischen Luchs und dem Eurasischen Luchs in einer gemeinsamen Art zusammengefasst. Auf Grund von Fossilienbefunden weiß man aber, dass sich die Entwicklungslinie des iberischen Pardelluchses in Südwesteuropa bereits im Villafranchium, einer Frühphase des Pleistozäns, abspaltete. Über L. issiodorensis issiodorensis, L. i. valdarnensis, L. pardinus spelaeus entwickelte sich der heutige Pardelluchs.

## In der Kunst

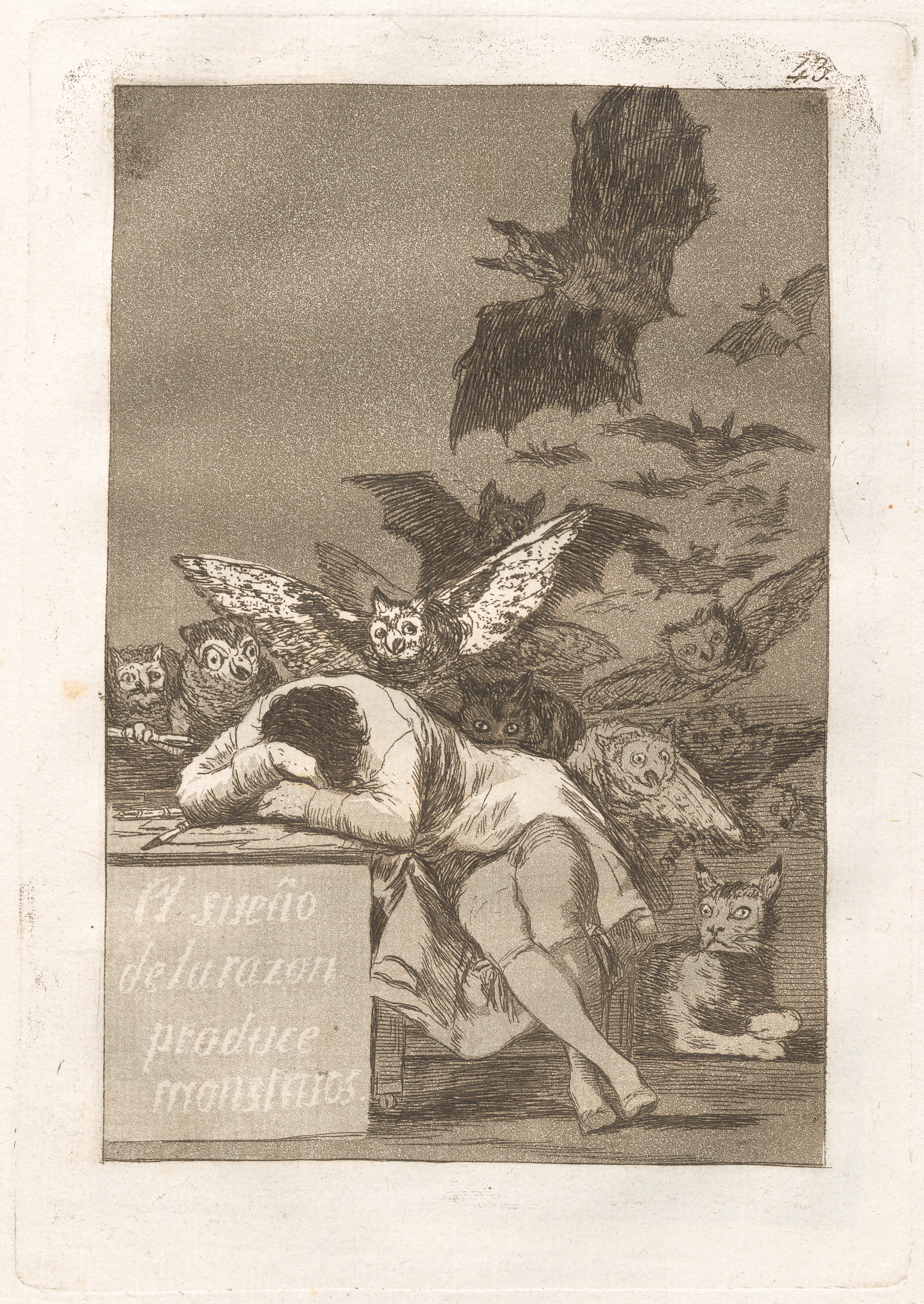
Pardelluchs in Goyas Capricho 43, vor 1799

Das Tier taucht entsprechend dem Verbreitungsgebiet in iberischen Gemälden auf, so etwa in Francisco de Goyas Capricho 43.